# Harry Bates (scultore)
Harry Bates (Stevenage, 26 aprile 1850 – Londra, 30 gennaio 1899) è stato uno scultore britannico.

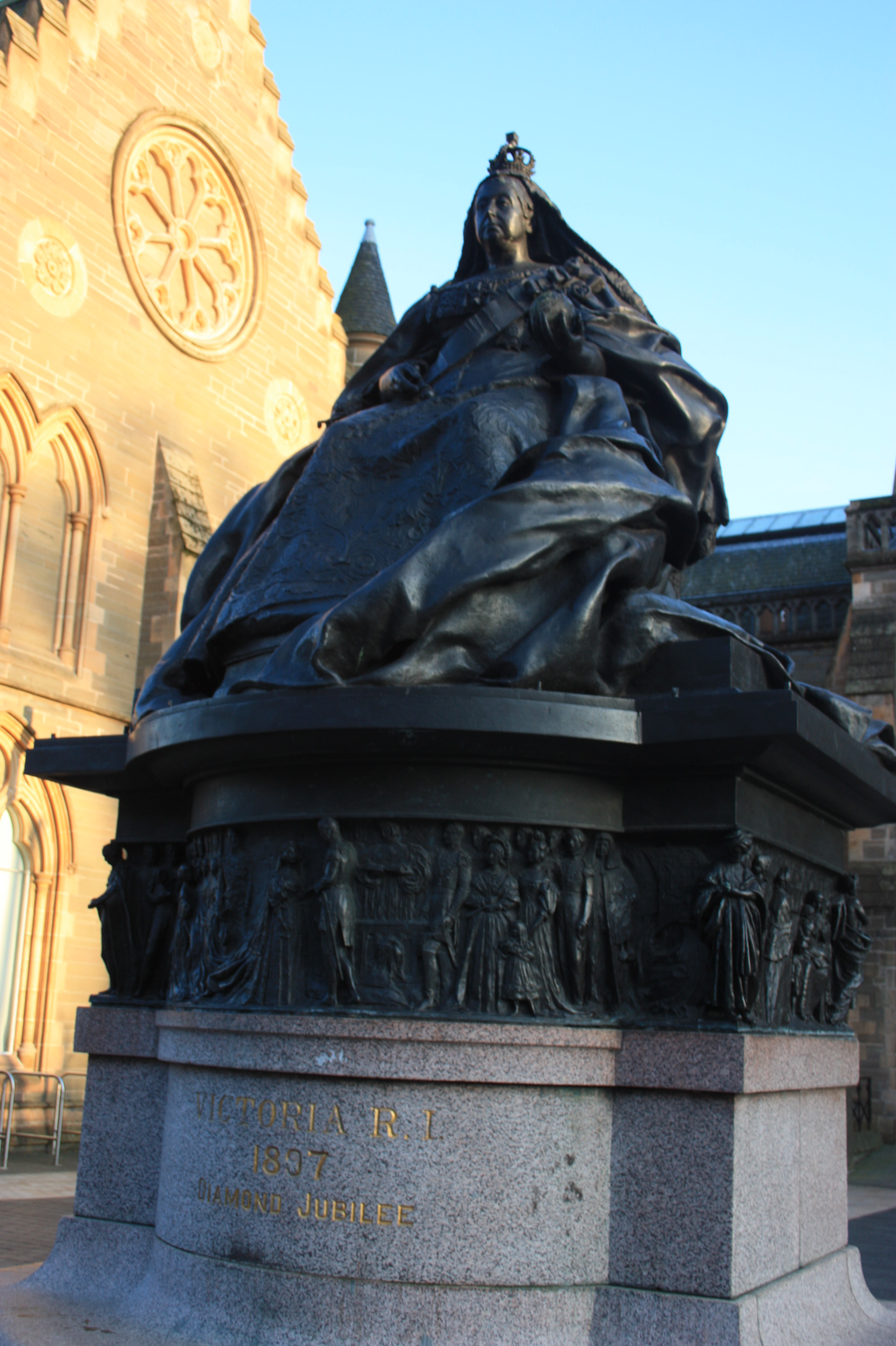
Statua della regina Vittoria, 1889, Albert Square di Dundee

Venne eletto all'accademia reale nel 1892 come accademico reale e fu un membro attivo, seppur intermittente, della Art Workers' Guild. Fu una figura centrale nel movimento britannico noto come Nuova Scultura (New Sculpture).

## Biografia

### Primi anni ed educazione
Bates nacque il 26 aprile 1850 a Stevenage, nello Hertfordshire. Iniziò la sua carriera come assistente di un intagliatore, e prima di iniziare lo studio regolare dell'arte plastica passò attraverso un apprendistato lungo in decorazione architettonica, lavorando dal 1869 per la ditta Farmer & Brindley.

### Carriera
Nel 1879 si recò a Londra ed entrò nella South London School of Technical Art (un tempo nota come Lambeth School of Art, adesso come City and Guilds of London Art School). Qui studiò presso Jules Dalou e vinse una medaglia d'argento in una competizione nazionale a South Kensington. Nel 1881, venne ammesso nelle scuole dell'accademia reale, dove nel 1883 vinse una medaglia d'oro e una borsa di studio di viaggio con il suo rilievo ritraente Socrate che insegna alla gente nell'agorà.

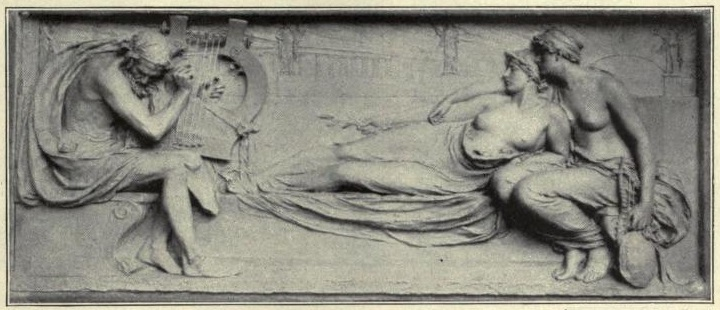
Omero, 1886

Nel 1883 andò immediatamente a Parigi, dove aprì uno studio indipendente (su suggerimento di Dalou) tra il 1883 e il 1885. Venne influenzato da Rodin, che a volte gli dava dei suggerimenti sulle sue opere. Una testa e tre piccoli pannelli in bronzo (sull'Eneide), realizzati da Bates a Parigi, furono esposti all'accademia reale e furono selezionati per l'acquisto dai fiduciari del Chantrey Bequest; ma la selezione dovette essere cancellata, perché le opere non erano state modellate in Gran Bretagna. Creò dei pannelli di Enea (1885), Omero (1886), tre pannelli di Psiche e Rodope (1887).

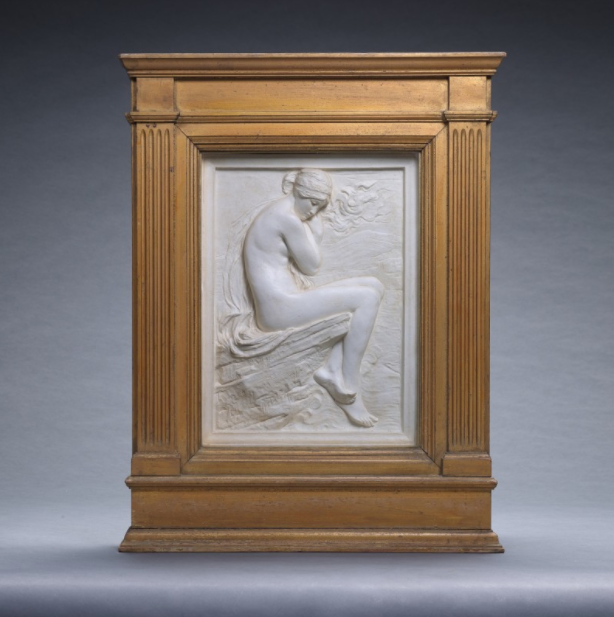
Rilievo di Psiche, 1887, museo d'arte classica di Mougins

L'abilità principale di Bates risiedeva nella composizione e nella scultura di opere in rilievo, ed è con questo mezzo che egli realizzò le sue opere più rifinite a livello tecnico ed estetico. Tuttavia, la scultura ideale rimase la parte più importante dei suoi generi scultorei. Bates gradualmente passò alle statue, come Hounds in Leash (Segugi al guinzaglio) del 1889, che essenzialmente è una composizione a rilievo tradotta nelle tre dimensioni. 
La sua grande statua successiva, la Pandora del 1890, era molto di più una figura a tutto tondo. La figura a grandezza naturale era insolitamente nuda, rispetto ad altre raffigurazioni contemporanee. Nel 1890 questa fu accolta come
In quest'opera Bates sperimentò la policromia e i materiali misti, rendendola consapevolmente un esempio paradigmatico delle sue priorità artistiche. Lo scrigno che regge è un vero cofanetto decorativo fatto di avorio e bronzo dorato e inciso minuziosamente con delle scene della leggenda di Pandora. Venne esposta nel 1890 alla mostra estiva dell'accademia reale e venne acquistata l'anno successivo dal Chantrey Bequest. Un'altra opera che egli creò nel 1890 fu l'altare di marmo per la chiesa della Santa Trinità a  Sloane Street, a Londra.
Nell'anno della sua morte, il 1899, Bates finì Mors Janua Vitae ("Morte, ingresso della vita" in latino), oggi alla Walker Art Gallery di Liverpool. Nel 2007 venne descritta come una "fantasia simbolista, bizzarra e policroma". Una delle sue ultime commissioni fu una grande statua di bronzo della regina Vittoria, inaugurata nella Albert Square di Dundee poco dopo la sua morte.

### Ultimi anni
Bates morì in povertà, avendo esaurito i suoi risparmi "per la sua insistenza nel finanziare la statua di Lord Roberts a Calcutta di tasca sua". Morì il 30 gennaio 1899 nella sua abitazione, al numero 10 di Hall Road, nel quartiere londinese di St. John's Wood. Fu sepolto a Stevenage dal 4 febbraio.

## Giudizio critico

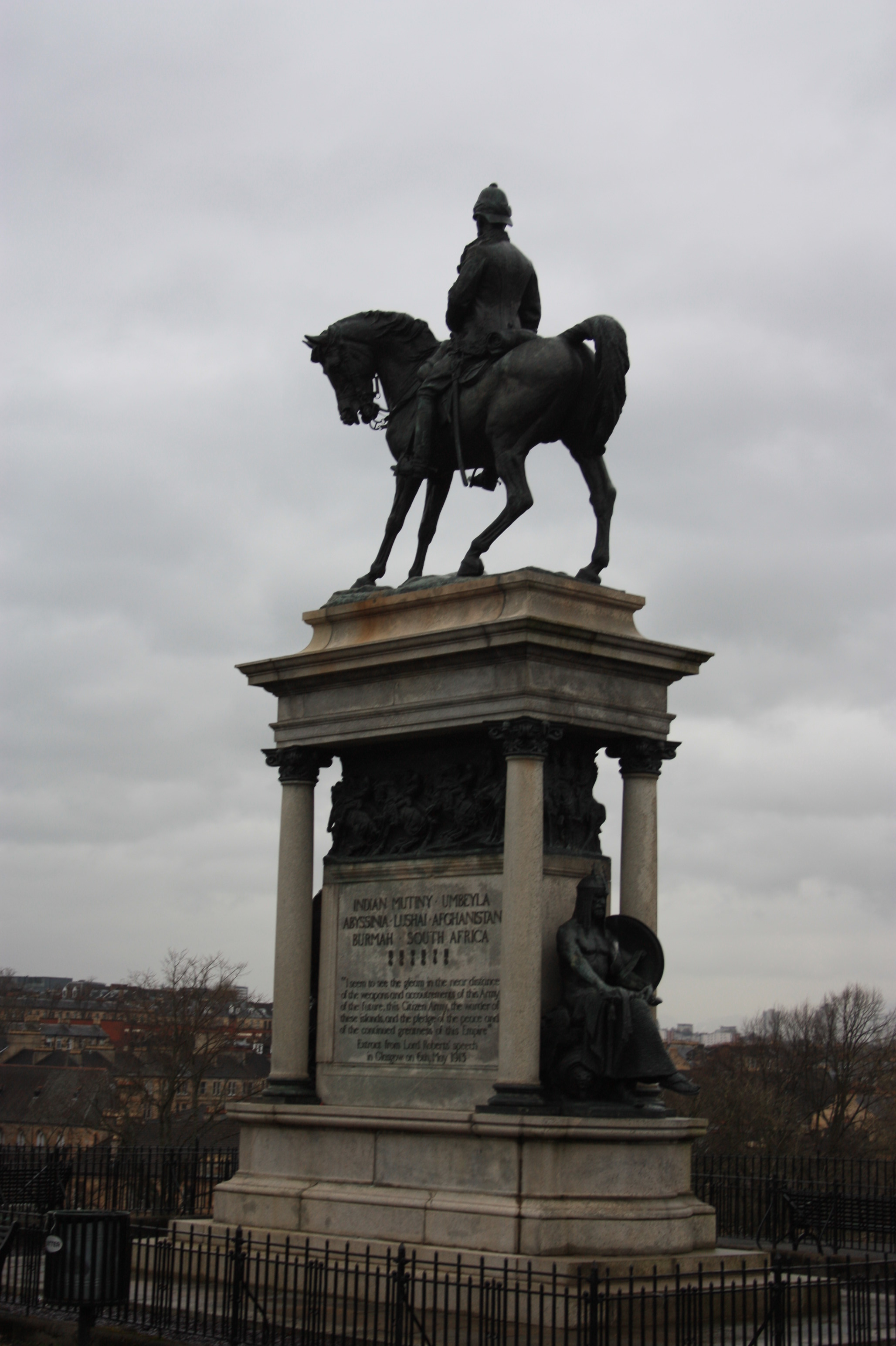
La statua equestre di Lord Roberts, inaugurata a Calcutta e attualmente situata a Glasgow.

Nel 1911, l'Enciclopedia Britannica descrisse così le opere dell'artista:
L'Enciclopedia Britannica del 1911 ritenne "che la sua morte prematura privava l'arte plastica inglese del suo rappresentante più promettente dell'epoca".
Dal 2022, la figura di Pandora venne intesa "come una delle tante donne fatali la cui attrazione mortale ha ipnotizzato gli uomini vittoriani". Se gli scultori del continente sperimentarono l'antica tecnica crisoelefantina negli anni 1840, la Pandora di Bates fu la prima opera crisoelefentina di un artista britannico. Bates è ricordato soprattutto per essere stato uno degli scultori più importanti che lavorarono con le tradizioni delle arti decorative nel movimento della Nuova Scultura.